# Onii-chan dakedo Ai sae Areba Kankeinai yo ne!
Onii-chan dakedo Ai sae Areba Kankeinai yo ne! (お兄ちゃんだけど愛さえあれば関係ないよねっ lit. Mientras haya amor, no importa si es mi hermano, ¿verdad??), también conocido como OniAi, es una novela ligera japonesa escrita por Daisuke Suzuki e ilustrada por Gekka Urû. 010 y finalizó el 25 de enero de 2019 con un total de 12 volúmenes. Hay dos adaptaciones de manga, ambas serializadas en la revista Monthly Comic Alive de Media Factory. Una adaptación a anime por Silver Link se emitió en Japón desde 5 octubre al 21 de diciembre de 2012.

## Argumento
Después de seis años de vivir separados debido a la muerte de sus padres, los mellizos Himenokōji, Akito y Akiko finalmente se reunieron cuando Akito desea vivir como una familia una vez más. Aunque las cosas están bien en un primer momento, Akiko empieza a expresar su amor incestuoso por su hermano mayor que había estado guardando erráticamente todos esos años de separación, aunque su hermano solo la ve como su hermana pequeña.

## Personajes
Akito Himenokōji (姫小路 秋人 Himenokōji Akito?)
Seiyū: Ryōta Ōsaka
El protagonista principal. Akito recientemente se reunió con su hermana, después de haber sido separados por seis años, y transferirse a la Secundaria Santa Liliana. Él es generalmente lento y espera vivir una vida normal, pero también trabajará con todas sus fuerzas para lograr su objetivo. Empezó a cuidar de su hermana cuando era joven, sin embargo, cuando sus padres murieron, los hermanos se separaron y cada uno se fue a vivir en una familia separada. Ahora que finalmente se mudó para vivir por su cuenta, y al reunirse con ella descubre que tiene un complejo de hermano, que había desarrollado equivocadamente mientras estaban separados. 
Akiko Himenokōji (姫小路 秋子 Himenokōji Akiko?)
Seiyū: Ibuki Kido
Akiko es la hermana de Akito, es estudiante de segundo año de la Secundaria Santa Liliana. Tiene una apariencia bella y con buenos modales. Sin embargo, tiene un serio complejo de hermano, y siempre está tramando una forma muy activa para seducir a Akito. Ella también es muy orgullosa de su complejo hermano y no hace ningún esfuerzo por ocultarlo, pero al mismo tiempo, niega que su hermano tenga un complejo de hermana.
Ella es la secretaria de Consejo de Estudiantes de la Escuela Secundaria Santa Liliana, pero es muy reacia cuando Akito interactúa con otros miembros del consejo estudiantil. Ella es fan de Koichiro Shindo, y desea que su hermano sea tan agresivo como el hermano de la novela de Koichiro Shindo; sin embargo no se ha dado cuenta de que, Koichiro Shindo es en realidad su hermano, y que el comienzo de su novela se basa en su relación.
Anastasia Nasuhara (那須原 アナスタシア Nasuhara Anasutashia?)
Seiyū: Minori Chihara
Estudiante de segundo año de la Escuela Secundaria San Liliana y vicepresidenta del consejo estudiantil e hija del dueño de la industria Nasuhara, una empresa mundial. Anastasia es mitad rusa y mitad estadounidense debido a la nacionalidad de sus padres, es rubia y también usa coletas. Tiene una personalidad bien fría y con frecuencia hace preguntas extrañas, como preguntarle a Akito si es un chico virgen. Ella es la rival de Akiko y se siente orgullosa de haber recibido una pequeña parte en casi todo, incluyendo la altura, el tamaño del pecho, y el ser elegida en la Elección de la señorita de la Secundaria Santa Liliana, y también el rango del Consejo de Estudiantes. Sin embargo, es muy mala en tareas de la casa debido a su rica familia, hasta el punto que admite y trata de escapar en lugar de hacerlas. También le encanta las cosas lindas, mantiene un montón de peluches en su habitación, también le gusta jugar con Arisa. A pesar de ser un rival de Akiko, se lleva muy bien con Akito y se le confesó en su primer día de escuela. Aunque Akito no ha tenido la oportunidad de responder debido a la situación caótica de la confesión que causó después. Ella exige que Akito la llame Ana, pero luego se burla de él diciendo que un hombre no debe decirle a una chica "Ana" (porque "ana" significa agujero en japonés) cada vez que lo hace.
Ginbei Haruomi Sawatari (猿渡 銀兵衛 春臣 Sawatari Ginbei Haruomi?)
Seiyū: Asami Shimoda
Amiga de la infancia de Akito. A pesar de tener un nombre de chico junto con su forma de hablar, Ginbei es mujer y en secreto tiene sentimientos hacia Akito. Debido a su tradición familiar de comerciantes, se crio como un hombre y no se le permitió tomar un trabajo por su cuenta, vive solo del apoyo financiero de su familia. Más tarde se trasfirió a la Secundaria Santa Liliana y se convirtió en la contadora del Consejo de Estudiantes. A pesar de que se transfirió solo por seguir a Akito, Akito a menudo se refiere a ella sin querer como su mejor amiga, lo que le decepciona enormemente. Ella tiene la costumbre de murmurar sobre la ignorancia de Akito siempre que él habla de sus sentimientos.
Arashi Nikaidō (二階堂 嵐 Nikaidō Arashi?)
Seiyū: Eri Kitamura
Estudiante de tercer año de la Secundaria Santa Liliana y Presidenta del Consejo de Estudiantes, Arashi lleva una cola de caballo, tiene heterocromía y se la ve a menudo con un parche en el ojo derecho. También se la ve siempre llevando una katana real. Ella tiene las mejores notas de todos los estudiantes de 3er año y es una líder poderosa, no solo maneja la mayor parte de las tareas del Consejo de Estudiantes por sí misma, sino que también toma el control de casi toda la actividad de la escuela. Ella es bisexual y muy agresiva sexualmente, alegando que ha tenido más de 30 amantes, ganando así el apodo de "Depredador". Sin embargo, más tarde ella decide romper pacíficamente con sus amantes para convertir al Consejo de Estudiantes en su harem para seducirlos. Ella también tiene el hábito de referirse a Akito como su amante o como su esclavo sexual. En realidad es prima de Akito antes de su adopción por parte de sus padres, y sabe que Akito es adoptado por su familia, y decide apoyarlo cuando puede. Ella es la única que sabe que Koichiro Shindo es en realidad el seudónimo de Akito.
Arisa Takanomiya (鷹ノ宮 ありさ Takanomiya Arisa?)
Seiyū: Sumire Morohoshi
Hija de la familia adoptiva de Akito y su prometida. Arisa es una genio, a pesar de tener solo 12 años, ella ya se ha graduado de una universidad famosa, y ha salido en múltiples revistas de famosos. También es buena en tareas de la casa. Al final de la cuarta novela se mudó a vivir con los miembros del consejo estudiantil. Aunque la mayoría de los miembros del consejo de estudiantes prefieren decir que el compromiso no cuenta debido a su edad, Akiko es la única que la ve como una rival en el amor. Sin embargo, después de una discusión de quién es mejor para Akito, los dos deciden trabajar juntas al ver que tienen el mismo interés amoroso. Ella tiene la costumbre de ir en silencio y mostrar las emociones en su cara, es tan linda que las personas que la ven no pueden resistirse a aceptar su voluntad.
Kaoruko Jinno (神野 薫子 Jinno Kaoruko?)
Seiyū: Megumi Takamoto
Editora personal de Koichiro Shindo, Kaoruko se preocupa que Akito tenga un complejo de hermana y quiere ayudarlo.

## Media

### Novela ligera
OniAi comenzó como una serie de novelas ligeras, escritas por Daisuke Suzuki, con ilustraciones de Gekka Uru. La serie es publicada por Media Factory bajo su imprenta MF Bunko J. El primer volumen de la serie fue lanzado el 21 de diciembre de 2010, y el último volumen fue lanzado el 25 de enero de 2019.

#### Lista de volúmenes
| Núm. | Fecha de publicación     | ISBN                |
| ---- | ------------------------ | ------------------- |
| 1    | 21 de diciembre de 2010  | ISBN 978-4840136761 |
| 2    | 22 de marzo de 2011      | ISBN 978-4840138550 |
| 3    | 23 de junio de 2011      | ISBN 978-4840139410 |
| 4    | 22 de octubre de 2011    | ISBN 978-4840142687 |
| 5    | 23 de febrero de 2012    | ISBN 978-4840143899 |
| 6    | 24 de mayo de 2012       | ISBN 978-4840145817 |
| 7    | 22 de septiembre de 2012 | ISBN 978-4840148153 |
| 8    | 24 de octubre de 2012    | ISBN 978-4840148467 |
| 9    | 22 de marzo de 2013      | ISBN 978-4840151368 |
| 10   | 21 de septiembre de 2013 | ISBN 978-4840154192 |
| 11   | 22 de marzo de 2014      | ISBN 978-4040663876 |
| 12   | 25 de enero de 2019      | ISBN 978-4040653853 |

### Manga

#### Onii-chan dakedo Ai sae Areba Kankeinai yo ne!
Se comenzó la serialización de una adaptación a manga por Kuro Rokusho en la edición de diciembre de 2011 de Media Factory de la revista de manga seinen Monthly Comic Alive. La serie también ha sido publicada en 7 volúmenes tankōbon.

##### Volúmenes
| Núm. | Fecha de publicación     | ISBN                   |
| ---- | ------------------------ | ---------------------- |
| 1    | 23 de febrero de 2012    | ISBN 978-4-8401-4415-5 |
| 2    | 23 de mayo de 2012       | ISBN 978-4-8401-4466-7 |
| 3    | 21 de septiembre de 2012 | ISBN 978-4-8401-4724-8 |
| 4    | 23 de marzo de 2013      | ISBN 978-4-8401-5029-3 |
| 5    | 23 de octubre de 2013    | ISBN 978-4-8401-5338-6 |
| 6    | 23 de mayo de 2014       | ISBN 978-4-04-066558-0 |
| 7    | 23 de junio de 2015      | ISBN 978-4-04-067286-1 |

#### Sakigake!! Onii-chan dakedo Ai sae Areba Kankeinai yo ne!
También se publicó un manga de Akira Yamane, titulado Sakigake!! Onii-chan dakedo Ai sae Areba Kankeinai yo ne! (魁!! お兄ちゃんだけど愛さえあれば関係ないよねっ?), publicado en Monthly Comic Alive entre julio de 2012 y marzo de 2013. Su primer volumen fue publicado el 22 de noviembre de 2012.
| Núm. | Fecha de publicación    | ISBN                   |
| ---- | ----------------------- | ---------------------- |
| 1    | 21 de noviembre de 2012 | ISBN 978-4-8401-4753-8 |

### Anime
Se adaptó a un anime de 12 episodios, dirigido por Keiichiro Kawaguchi y producido por el estudio Silver Link, se emitió en Japón entre el 5 de octubre y 21 de diciembre de 2012. El opening es "Self Producer" por Minori Chihara, mientras que el ending es "Life-Ru is Love-Ru!! (Lifeる is LOVEる!!?), por las Liliana Sisters (Ibuki Kido, Minori Chihara, Asami Shimoda y Eri Kitamura).
La serie fue lanzada en Blu-ray y DVD en Japón en 6 volúmenes entre diciembre de 2012, y mayo de 2013.

#### Lista de episodios
| Núm. | Título                                       | Fecha de Emisión        |
| ---- | -------------------------------------------- | ----------------------- |
| 1    | "Amor de hermanos" "Oniai" (おにあい)        | 5 de octubre de 2012    |
| 2    | "Indecente" "Midarane" (みだらね)            | 12 de octubre de 2012   |
| 3    | "Sin brasier" "Bura Nashi" (ぶらなし)        | 19 de octubre de 2012   |
| 4    | "Desnudo" "Hadakada" (はだかだ)              | 26 de octubre de 2012   |
| 5    | "Deseos sexuales" "Seikan" (せいかん)        | 2 de noviembre de 2012  |
| 6    | "Pollo a la mayonesa" "Mayochiki" (まょちき) | 9 de noviembre de 2012  |
| 7    | "Pechos pequeños" "Chippai" (ちっぱい)       | 16 de noviembre de 2012 |
| 8    | "Colorido" "Karafuru" (からふる)             | 23 de noviembre de 2012 |
| 9    | "Miau, miau" "NīNī" (にーにー)               | 30 de noviembre de 2012 |
| 10   | "Bola plateada" "Gindama" (ぎんだま)         | 7 de diciembre de 2012  |
| 11   | "Efímero" "Hakanai" (はかない)               | 14 de diciembre de 2012 |
| 12   | "Amalo" "Aidane" (あいだね)                  | 21 de diciembre de 2012 |